# Сциндапсус
Сциндапсус (Scindapsus) — рід рослин родини ароїдні. У дикій природі розповсюджений у Південно-Східній Азії, Новій Гвінеї, Квінсленді та кількох островах у західній частині Тихого океану. Рослини вважаються отруйними.

## Назва
В англійській мові має назву «чортів плющ» (англ. Devil's Ivy), «золотий потос» (англ. golden pothos). Наукова назва роду походить від давньогрецького слова σχινδαφός (скіндапсос), яке в давнину використовувалося для опису плющоподібної рослини.

## Будова

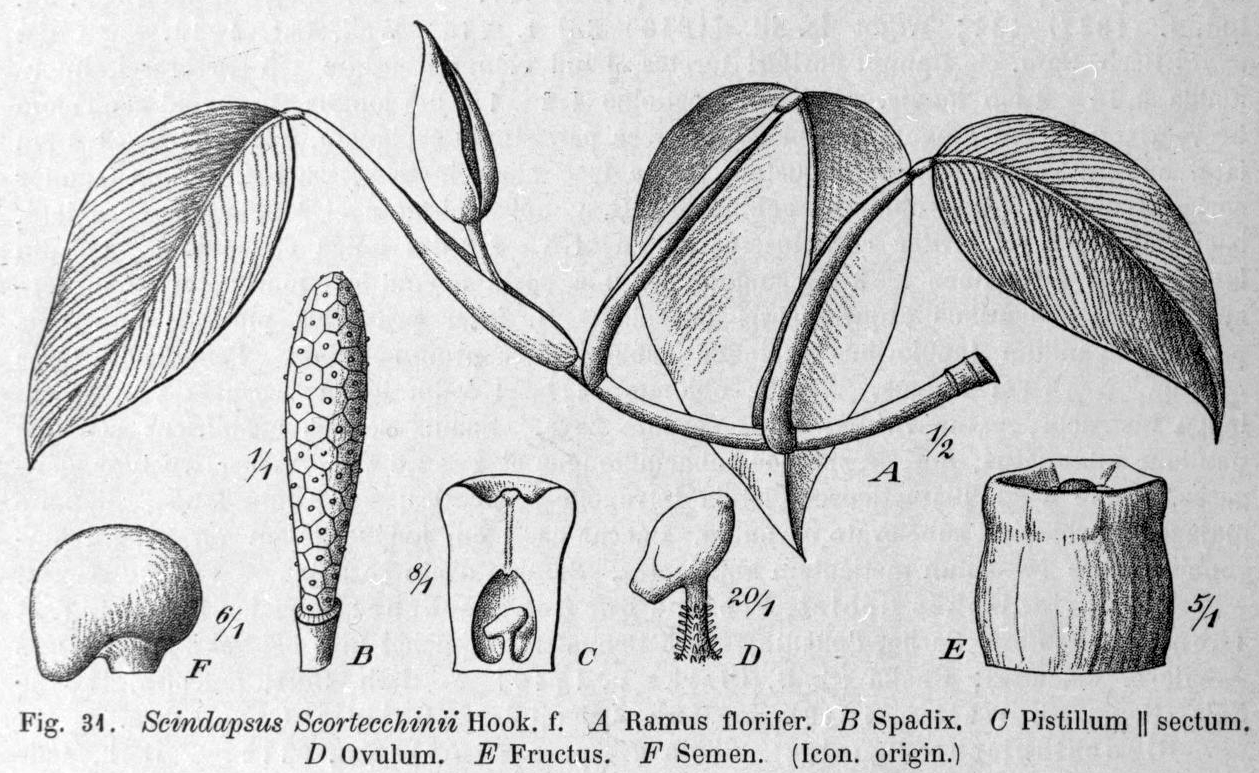
ілюстрація S. scortechinii

Це вічнозелені лазячі ліани з повітряними коренями, які можуть проникати в кору дерев, іноді це повзучі трав'янисті рослини, рідше реофіти (Scindapsus rupestris). Стебло міцне, гіллясте. Листки на короткій ніжці; листкова пластинка завжди нерозділена, загострена, перисто-жилкувата, з дуже численними паралельними тонкими бічними жилками; листкові пластинки бувають ланцетні, еліптичні чи яйцеподібні, рідко бувають строкатими. Суцвіття поодинокі, біля верхівок стебла. Обгортка початка спочатку трубчаста, згодом дещо роздута, постійна чи швидко опадає. Початок у засохлому вигляді чорний, циліндричний, значно товщий за квітконос. Квіток багато, двостатеві, голі. Тичинок 4. Насіння субниркоподібної форми.

## Поширення та середовище існування
Зростає у Індії, Малайському архіпелазі, Новій Гвінеї, Квінсленді. Населяють вологі екваторіальні ліси та сухі ліси.

## Практичне використання
Scindapsus pictus є одною з найпоширеніших кімнатних рослин. Scindapsus officinalis є визнаною лікарською рослиною в традиційній індійській медицині (Аюрведа). Дослідження, проведені в 2010 році, показали, що екстракт плодів цих рослин є сильним антиоксидантом

## Види
1. Scindapsus alpinus Alderw. — Суматра
2. Scindapsus altissimus Alderw. — Квінсленд, Нова Гвінея, Соломонові острови
3. Scindapsus beccarii Engl. — Суматра, Борнео, Півострів Малайзія
4. Scindapsus carolinensis Hosok. — Острови Чуук в Мікронезії
5. Scindapsus coriaceus Engl. — Борнео
6. Scindapsus crassipes Engl. — Борнео
7. Scindapsus curranii Engl. & K.Krause — Сабах, Філіппіни
8. Scindapsus cuscuaria (Aubl.) C.Presl — Нікобарські острови, Філіппіни, Малуку, Ява
9. Scindapsus cuscuarioides Engl. & K.Krause — Нова Гвінея
10. Scindapsus falcifolius Engl. — Сулавесі
11. Scindapsus geniculatus Engl. — Саравак
12. Scindapsus glaucescens (Engl. & K.Krause) Alderw. — Борнео
13. Scindapsus grandifolius Engl. — ймовірно, це Малезія; ймовірно, зараз вимер
14. Scindapsus hederaceus Miq. — Індокитай, Борнео, Ява, Суматра, Філіппіни
15. Scindapsus javanicus Alderw. — Ява
16. Scindapsus kinabaluensis (Furtado) Kartini & P.C.Boyce — Борнео (Сабах)
17. Scindapsus latifolius M.Hotta — Борнео
18. Scindapsus longipes Engl. — Бруней, Саравак
19. Scindapsus longistipitatus Merr. — Борнео
20. Scindapsus lucens Bogner & P.C.Boyce — Суматра, Півострів Малайзія
21. Scindapsus maclurei (Merr.) Merr. & F.P.Metcalf — Хайнань, В'єтнам, Лаос, Таїланд
22. Scindapsus mamilliferus Alderw. — Борнео
23. Scindapsus marantifolius Miq. — Ява
24. Scindapsus officinalis (Roxb.) Schott — Індія, Бангладеш, Бутан, Ассам, Непал, Андаманські острови, М'янма, Камбоджа, Таїланд, Лаос, В'єтнам
25. Scindapsus perakensis Hook.f. — Бангладеш, Таїланд, Півострів Малайзія, Борнео, Ява, Суматра
26. Scindapsus pictus Hassk. — Бангладеш, Таїланд, Півострів Малайзія, Борнео, Ява, Суматра, Сулавесі, Філіппіни
27. Scindapsus roseus Alderw. — Суматра
28. Scindapsus rupestris Ridl. — Таїланд, Півострів Малайзія, Борнео, Суматра
29. Scindapsus salomoniensis Engl. & K.Krause — Соломонові острови
30. Scindapsus schlechteri K.Krause — Папуа Нова Гвінея
31. Scindapsus scortechinii Hook.f. — Бангладеш, Таїланд, Півострів Малайзія
32. Scindapsus splendidus Alderw. — Суматра
33. Scindapsus subcordatus Engl. & K.Krause — Папуа Нова Гвінея
34. Scindapsus suffruticosus Alderw. — Суматра
35. Scindapsus sumatranus (Schott) P.C.Boyce & A.Hay — Суматра
36. Scindapsus treubii Engl. — Півострів Малайзія, Борнео, Ява

## Галерея

Scindapsus pictus
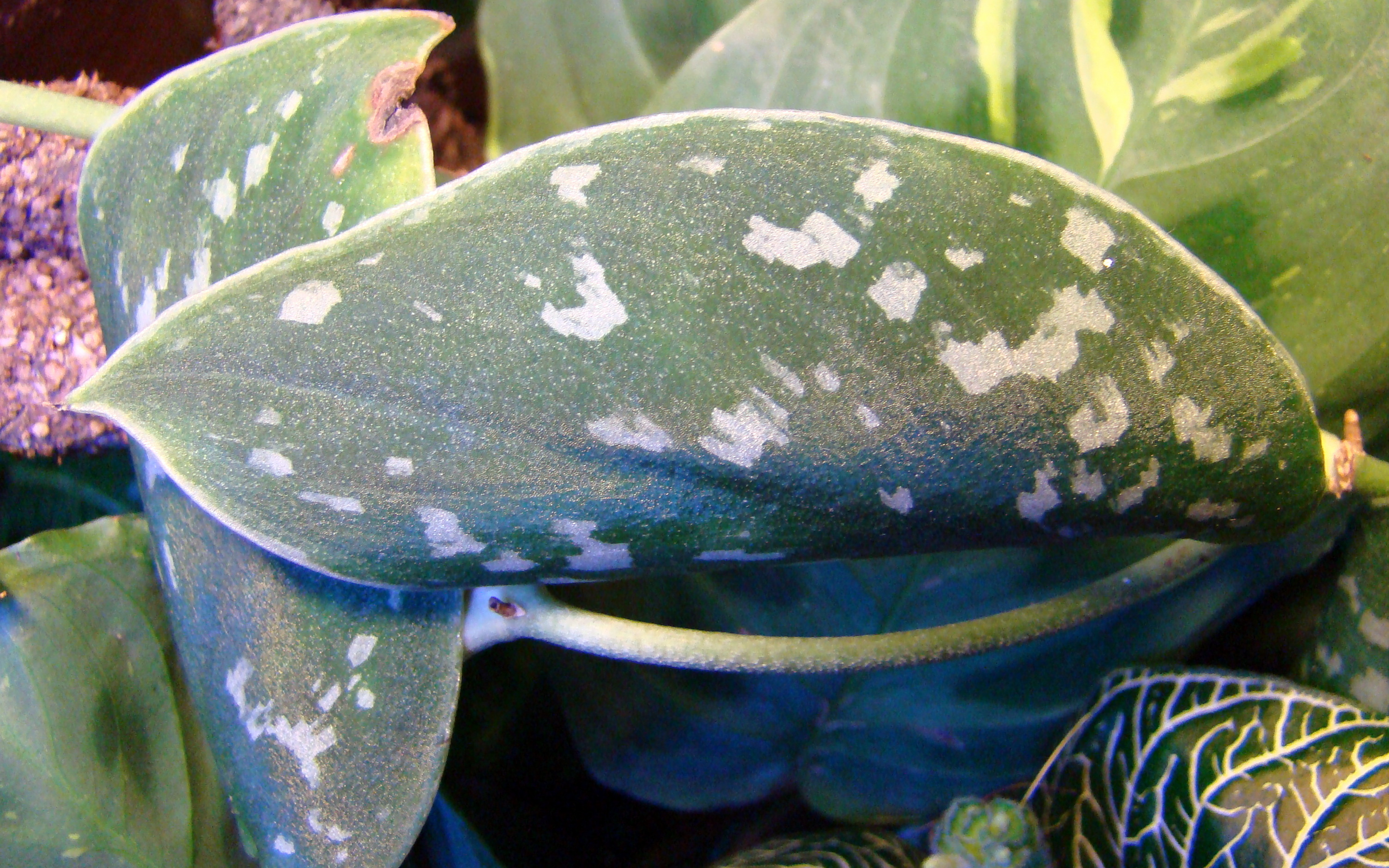
Scindapsus pictus
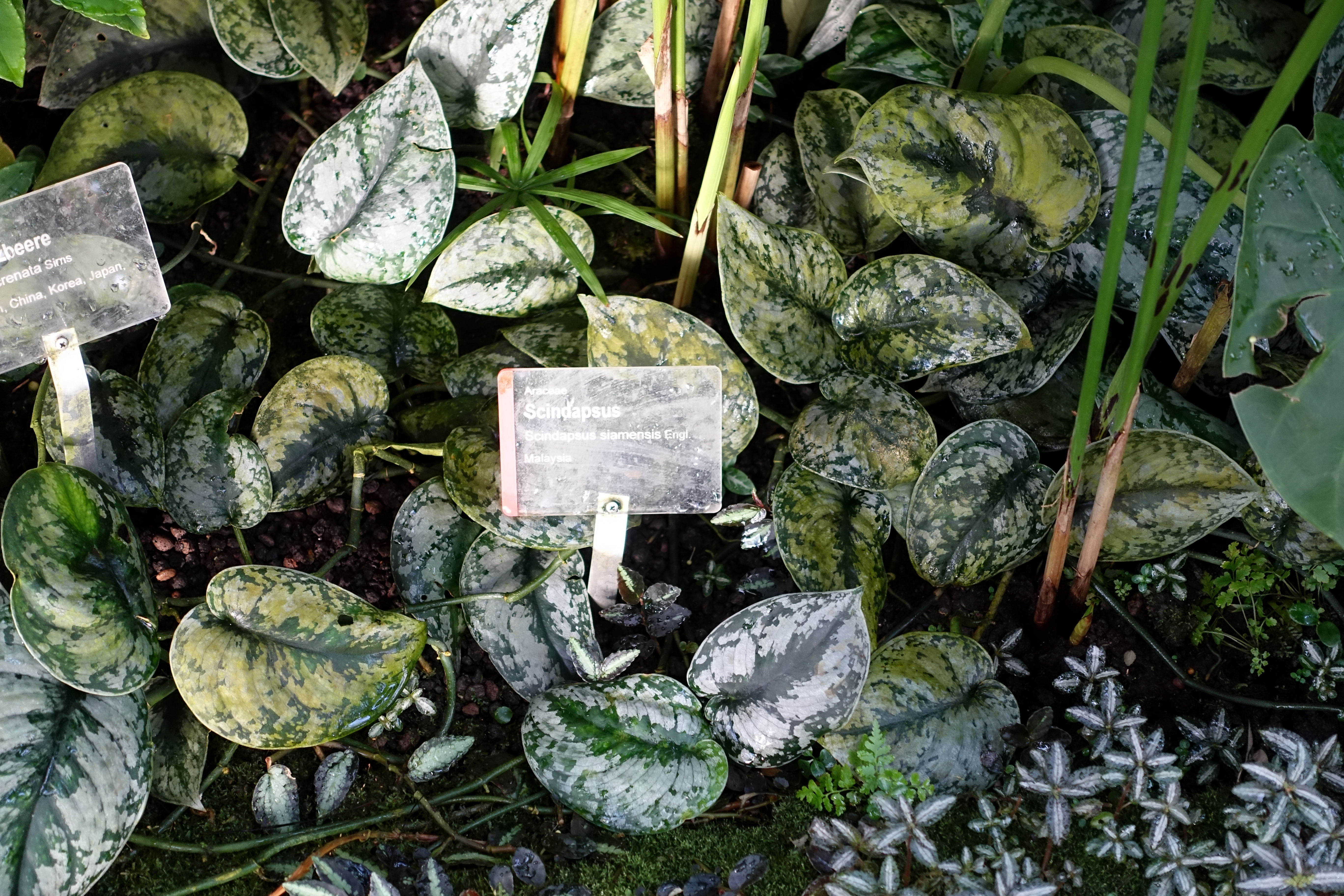
Scindapsus rupestris